# Alexander Lloyd
Alexander Lloyd (Sídney, 17 de diciembre de 1990) es un deportista australiano que compitió en remo.
Ganó dos medallas en el Campeonato Mundial de Remo, en los años 2013 y 2014. Participó en los Juegos Olímpicos de Río de Janeiro 2016, ocupando el sexto lugar en la prueba de dos sin timonel.

## Palmarés internacional
| Campeonato Mundial | Campeonato Mundial       | Campeonato Mundial | Campeonato Mundial |
| Año                | Lugar                    | Medalla            | Prueba             |
| ------------------ | ------------------------ | ------------------ | ------------------ |
| 2013               | Chungju (Corea del Sur)  | Medalla de plata   | Cuatro sin timonel |
| 2014               | Ámsterdam (Países Bajos) | Medalla de bronce  | Cuatro sin timonel |